# Mănăstirea Humorului
Mănăstirea Humorului é uma comuna romena localizada no distrito de Suceava, na região de Bucovina. A comuna possui uma área de 97.08 km² e sua população era de 3676 habitantes segundo o censo de 2007.